# 제니 모리스
제니 모리스(Jenny Morris, AM, 1956년 9월 29일 ~ )는 뉴질랜드의 싱어송라이터이다. ARIA 뮤직 어워드 최우수 여자음악가상 초대 수상자이며 2회(1987, 1988) 수상자이다.

## 음반 목록
- Body and Soul (1987)
- Shiver (1989)
- Honeychild (1991)
- Salvation Jane (1995)
- Hit & Myth (2002)
- Clear Blue in Stormy Skies (2006)